# Liste des titres musicaux numéro un au classement radio en France en 2016
Cette page liste les titres musicaux numéro un au classement radio en France pour l'année 2016 selon le Syndicat national de l'édition phonographique (SNEP).

## Classement des titres les plus diffusés par semaine
| №  | Date         | Artiste                                               | Titre                                   | Réf.   |
| -- | ------------ | ----------------------------------------------------- | --------------------------------------- | ------ |
| 1  | 1er janvier  | Adele                                                 | Hello                                   | [ 1 ]  |
| 2  | 8 janvier    | David Guetta featuring Sia & Fetty Wap                | Bang My Head                            | [ 2 ]  |
| 3  | 15 janvier   | Adele                                                 | Hello                                   | [ 3 ]  |
| 4  | 22 janvier   | David Guetta featuring Sia & Fetty Wap                | Bang My Head                            | [ 4 ]  |
| 5  | 29 janvier   | David Guetta featuring Sia & Fetty Wap                | Bang My Head                            | [ 5 ]  |
| 6  | 5 février    | David Guetta featuring Sia & Fetty Wap                | Bang My Head                            | [ 6 ]  |
| 7  | 12 février   | Major Lazer featuring Nyla (en) & Fuse ODG (en)       | Light it up (en) (remix)                | [ 7 ]  |
| 8  | 19 février   | Major Lazer featuring Nyla (en) & Fuse ODG (en)       | Light it up (en) (remix)                | [ 8 ]  |
| 9  | 26 février   | Julian Perretta                                       | Miracle (en)                            | [ 9 ]  |
| 10 | 4 mars       | Rihanna featuring Drake                               | Work                                    | [ 10 ] |
| 11 | 11 mars      | Flo Rida                                              | My House (en)                           | [ 11 ] |
| 12 | 18 mars      | Alan Walker featuring Iselin Solheim                  | Faded                                   | [ 12 ] |
| 13 | 25 mars      | Alan Walker featuring Iselin Solheim                  | Faded                                   | [ 13 ] |
| 14 | 1er avril    | Alan Walker featuring Iselin Solheim                  | Faded                                   | [ 14 ] |
| 15 | 8 avril      | Mike Posner                                           | I Took A Pill In Ibiza (SeeB remix)     | [ 15 ] |
| 16 | 15 avril     | Mike Posner                                           | I Took A Pill In Ibiza (SeeB remix)     | [ 16 ] |
| 17 | 22 avril     | Mike Posner                                           | I Took A Pill In Ibiza (SeeB remix)     | [ 17 ] |
| 18 | 29 avril     | Sia featuring Sean Paul                               | Cheap Thrills                           | [ 18 ] |
| 19 | 6 mai        | Kungs vs Cookin' on 3 Burners featuring Kylie Auldist | This Girl                               | [ 19 ] |
| 20 | 13 mai       | Imany                                                 | Don't Be So Shy (Filatov & Karas remix) | [ 20 ] |
| 21 | 20 mai       | Imany                                                 | Don't Be So Shy (Filatov & Karas remix) | [ 21 ] |
| 22 | 27 mai       | Amir                                                  | J'ai cherché                            | [ 22 ] |
| 23 | 3 juin       | Amir                                                  | J'ai cherché                            | [ 23 ] |
| 24 | 10 juin      | Amir                                                  | J'ai cherché                            | [ 24 ] |
| 25 | 17 juin      | Justin Timberlake                                     | Can't Stop the Feeling!                 | [ 25 ] |
| 26 | 24 juin      | Justin Timberlake                                     | Can't Stop the Feeling!                 | [ 26 ] |
| 27 | 1er juillet  | Justin Timberlake                                     | Can't Stop the Feeling!                 | [ 27 ] |
| 28 | 8 juillet    | Justin Timberlake                                     | Can't Stop the Feeling!                 | [ 28 ] |
| 29 | 15 juillet   | Justin Timberlake                                     | Can't Stop the Feeling!                 | [ 29 ] |
| 30 | 22 juillet   | Justin Timberlake                                     | Can't Stop the Feeling!                 | [ 30 ] |
| 31 | 29 juillet   | Justin Timberlake                                     | Can't Stop the Feeling!                 | [ 31 ] |
| 32 | 5 août       | Justin Timberlake                                     | Can't Stop the Feeling!                 | [ 32 ] |
| 33 | 12 août      | Justin Timberlake                                     | Can't Stop the Feeling!                 | [ 33 ] |
| 34 | 19 août      | Justin Timberlake                                     | Can't Stop the Feeling!                 | [ 34 ] |
| 35 | 26 août      | Kungs featuring Jamie N Commons (en)                  | Don't You Know                          | [ 35 ] |
| 36 | 2 septembre  | Kungs featuring Jamie N Commons (en)                  | Don't You Know                          | [ 36 ] |
| 37 | 9 septembre  | DJ Snake featuring Justin Bieber                      | Let Me Love You                         | [ 37 ] |
| 38 | 16 septembre | DJ Snake featuring Justin Bieber                      | Let Me Love You                         | [ 38 ] |
| 39 | 23 septembre | DJ Snake featuring Justin Bieber                      | Let Me Love You                         | [ 39 ] |
| 40 | 30 septembre | DJ Snake featuring Justin Bieber                      | Let Me Love You                         | [ 40 ] |
| 41 | 7 octobre    | DJ Snake featuring Justin Bieber                      | Let Me Love You                         | [ 41 ] |
| 42 | 14 octobre   | DJ Snake featuring Justin Bieber                      | Let Me Love You                         | [ 42 ] |
| 43 | 21 octobre   | Mike Perry (en) featuring Shy Martin (en)             | The Ocean                               | [ 43 ] |
| 44 | 28 octobre   | Sia featuring Kendrick Lamar                          | The Greatest                            | [ 44 ] |
| 45 | 4 novembre   | The Weeknd featuring Daft Punk                        | Starboy                                 | [ 45 ] |
| 46 | 11 novembre  | The Weeknd featuring Daft Punk                        | Starboy                                 | [ 46 ] |
| 47 | 18 novembre  | The Weeknd featuring Daft Punk                        | Starboy                                 | [ 47 ] |
| 48 | 25 novembre  | The Weeknd featuring Daft Punk                        | Starboy                                 | [ 48 ] |
| 49 | 2 décembre   | Bruno Mars                                            | 24K Magic                               | [ 49 ] |
| 50 | 9 décembre   | Amir                                                  | On dirait                               | [ 50 ] |
| 51 | 16 décembre  | Amir                                                  | On dirait                               | [ 51 ] |
| 52 | 23 décembre  | Amir                                                  | On dirait                               | [ 52 ] |

## Classement des titres les plus diffusés de l'année
Voici la liste des titres les plus diffusés lors de l'année 2016.
| №  | Artiste                                               | Titre                                        |
| -- | ----------------------------------------------------- | -------------------------------------------- |
| 1  | Coldplay featuring Beyoncé                            | Hymn for the Weekend                         |
| 2  | Imany                                                 | Don't Be So Shy (Filatov & Karas remix)      |
| 3  | Mike Posner                                           | I Took a Pill in Ibiza (SeeB remix)          |
| 4  | Justin Timberlake                                     | Can't Stop the Feeling!                      |
| 5  | Amir                                                  | J'ai cherché                                 |
| 6  | Sia featuring Sean Paul                               | Cheap Thrills                                |
| 7  | Kungs vs Cookin' on 3 Burners featuring Kylie Auldist | This Girl                                    |
| 8  | Matt Simons                                           | Catch and Release (Deepend remix)            |
| 9  | Calvin Harris & Rihanna                               | This Is What You Came For                    |
| 10 | Måns Zelmerlöw                                        | Should've Gone Home (Je ne suis qu'un homme) |
| 11 | Twenty One Pilots                                     | Stressed Out                                 |
| 12 | Julian Perretta                                       | Miracle (en)                                 |
| 13 | Lukas Graham                                          | 7 Years                                      |
| 14 | Justin Bieber                                         | Love Yourself                                |
| 15 | Fréro Delavega                                        | Autour de moi                                |
| 16 | Alan Walker featuring Iselin Solheim                  | Faded                                        |
| 17 | Claudio Capéo                                         | Un homme debout                              |
| 18 | Charlie Puth                                          | One Call Away                                |
| 19 | Drake featuring Wizkid & Kyla (en)                    | One Dance                                    |
| 20 | DJ Snake featuring Justin Bieber                      | Let Me Love You                              |

## Chronologie
- Liste des titres musicaux numéro un au classement radio en France en 2015